# 珀尔和赫米斯环礁

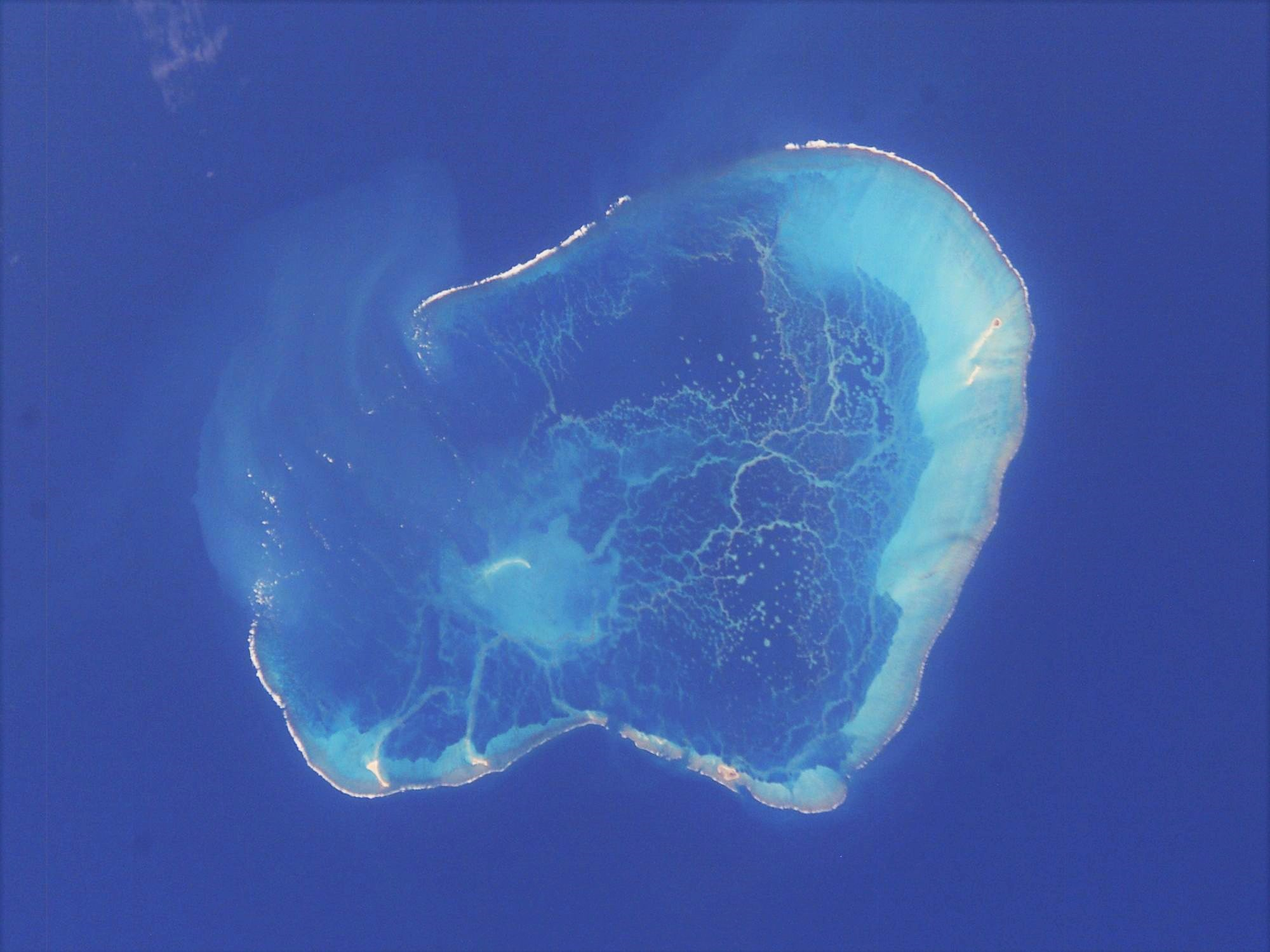
珀尔和赫米斯环礁的鸟瞰图

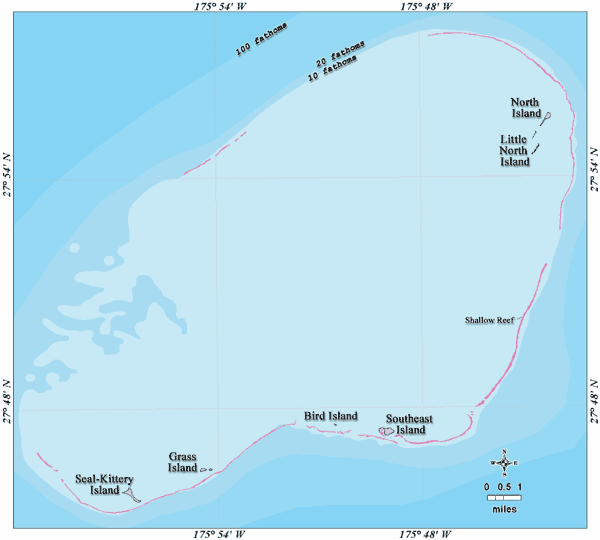
美国国家海洋和大气管理局公开的海底地形图

珀尔和赫米斯环礁（英语：Pearl and Hermes Atoll，夏威夷语：Holoikauaua）是位于西北夏威夷群岛北部的一个环礁。这个名字来源于1822年在此遇难的两艘英国捕鲸船珀尔号和赫米斯号。 
该环礁由几个沙岛组成，外侧分布着发达的大型珊瑚礁。岛屿总面积为 359,975 m 2 。
1927年，威廉·克雷格·安德森(William Craig Anderson) 在捕捞金枪鱼期间在附近发现了珍珠产地，从而开始了环礁上的商业活动。采珠活动只持续了2至3年。之后，夏威夷政府将该地区定为禁猎区，并禁止了一切商业活动。
2006年6月，布什总统将包括环礁在内的西北夏威夷群岛确立为“西北夏威夷群岛国家保护区” 。

## 构成岛屿
- 北岛（North Island）
- 北小岛（North Little Island）
- 东南岛（Southeast Island）
- 鸟岛（Bird Island）
- 草岛（Grass Island）
- 海豹基特里岛（Seal-Kittery Island）

## 龙睡丸的漂流
1899年（明治32年）5月20日，日本帆船龙睡丸遭遇风暴，在珀尔和赫米斯环礁搁浅失事。 16名船员登陆到附近一个无人居住的岛屿上，生活了三个多月，并全部幸存下来。后来这个故事在大道寺谦吉的《龙睡丸漂流记》（日语：龍睡丸漂流記）（明治36年刊）、须川邦彦的《无人岛上活着的十六人》（日语：無人島に生きる十六人）（少年杂志《少年俱乐部》昭和16年~17年连载，昭和18年发行单行本）中皆有描绘。从幸存者口中的岛屿形状来看，可以推测这个岛屿应该是东南岛（Southeast Island）。

## 相关项目
- 西北夏威夷群岛